# Outward Bound
Albums de Eric Dolphy
Out There
(1960)
Outward Bound est un album de Eric Dolphy sorti en 1960.

## Informations
Outward Bound est le premier album de Dolphy pour le label Prestige en même temps que son premier album en tant que leader. Le morceau Les doit son nom au tromboniste Lester Robinson (en) tandis que G.W.  sont les initiales du trompettiste et chef de big band Gerald Wilson,.

## Pistes
| No | Titre                   | Musique                         | Durée |
| -- | ----------------------- | ------------------------------- | ----- |
| 1. | G.W.                    | Eric Dolphy                     | 7:58  |
| 2. | On Green Dolphin Street | Bronislaw Kaper, Ned Washington | 5:46  |
| 3. | Les                     | Eric Dolphy                     | 5:14  |
| 4. | 245                     | Eric Dolphy                     | 6:49  |
| 5. | Glad to Be Unhappy      | Lorenz Hart, Richard Rodgers    | 5:29  |
| 6. | Miss Toni               | Charles "Majeed" Greenlee       | 5:39  |

## Musiciens
- Eric Dolphy – Saxophone alto, clarinette basse, flûte traversière
- Freddie Hubbard – Trompette
- Jaki Byard - Piano
- George Tucker - Contrebasse
- Roy Haynes - Batterie

## Anecdote
L'ORTF diffuse la composition G.W. dans l'émission Jazz aux Champs-Elysées le 06.02.1966, avec Eric Dolphy au saxophone alto, accompagné par le JACE ALL STARS formé de Jack Diéval au piano, Donald Byrd à la trompette, Jacques Hess à la basse, Franco Manzecchi à la batterie et Jacky Bamboo aux congas.